# Internationale Bischofskonferenz der Heiligen Kyrill und Method
Die Internationale Bischofskonferenz der Heiligen Kyrill und Method ist die Bischofskonferenz der römisch-katholischen Bischöfe Serbiens, des Kosovo, Montenegros und Nordmazedoniens. 
Die Bischofskonferenz wurde von Papst Johannes Paul II. im Dezember 2004 gegründet und ist Mitglied im Rat der europäischen Bischofskonferenzen.

## Mitglieder
- Serbien
  - Lateinische Kirche
    - László Kardinal Német, Erzbischof von Belgrad
      - Stanislav Hočevar SDB, emeritierter Erzbischof von Belgrad

    - Ferenc Fazekas, Bischof von Subotica
      - János Pénzes, emeritierter Bischof von Subotica

    - Mirko Štefković, Bischof von Zrenjanin
    - Fabijan Svalina, Bischof von Syrmien (Suffraganbistum des kroatischen Erzbistums Đakovo-Osijek)
      - Đuro Gašparović, emeritierter Bischof von Syrmien

  - Byzantinische Kirche in Kroatien und Serbien
    - Djura Džudžar, Bischof von Ruski Krstur

- Kosovo
  - Dodë Gjergji, Bischof von Prizren-Pristina

- Montenegro
  - Rrok Gjonlleshaj, Erzbischof von Bar
    - Zef Gashi SDB, emeritierter Erzbischof von Bar

  - Mladen Vukšić OFM, Bischof von Kotor (Suffraganbistum des kroatischen Erzbistums Split-Makarska) 
    - Ilija Janjić, emeritierter Bischof von Kotor

- Nordmazedonien
  - Kiro Stojanov, in Personalunion: Bischof von Skopje (Lateinische Kirche, Suffraganbistum des Erzbistums Vrhbosna in  Bosnien und Herzegowina) und Bischof von Strumica-Skopje (Mazedonische griechisch-katholische Kirche)

## Vorsitzende
- Stanislav Hočevar SDB, Erzbischof von Belgrad (Serbien, 2004–2011)
- Zef Gashi SDB, emeritierter Erzbischof von Bar (Montenegro, 2011–2016)
- László Német, Bischof von Zrenjanin (Serbien, seit 2016, ab 2022 als Erzbischof von Belgrad)